# Wojciech Jasiński (dyplomata)
Wojciech Jasiński (ur. 1940 w Radomsku) – polski ekonomista i dyplomata, były ambasador RP w Kenii, akredytowany także w Rwandzie, Ugandzie, Burundi oraz na Madagaskarze, Mauritiusie i Seszelach.

## Życiorys
Absolwent Szkoły Głównej Służby Zagranicznej, Wydział Dyplomatyczny i Konsularny, specjalizacja: ekonomia międzynarodowa, zagadnienia unii celnych i stref wolnego handlu (1961) oraz Instytutu Studiów Międzynarodowych w Genewie (1968).
Od 1961 pracował w Centrali Handlu Zagranicznego „Metalexport”. Od 1964 do 1965 w Międzynarodowej Komisji Kontroli i Nadzoru (w Laosie i Kambodży). Od 1965 związany ze służbą zagraniczną, zarówno w ramach polskiego MSZ, jak i różnych instytucji systemu ONZ, m.in. uczestnik Misji Stabilizacyjnej ONZ na Cyprze (1969–1971), urzędnik Programu ONZ ds. Rozwoju w Nowym Jorku (1977–1984) i Kabulu (1984–1986). Od 1986 do 1994 i od 1999 do 2002 w Departamencie Narodów Zjednoczonych ONZ. Radca w ambasadzie RP w Nairobi (1994–1999). Stanowisko ambasadora w Kenii sprawował w latach 2002–2007.